# Marquesado de la Puente

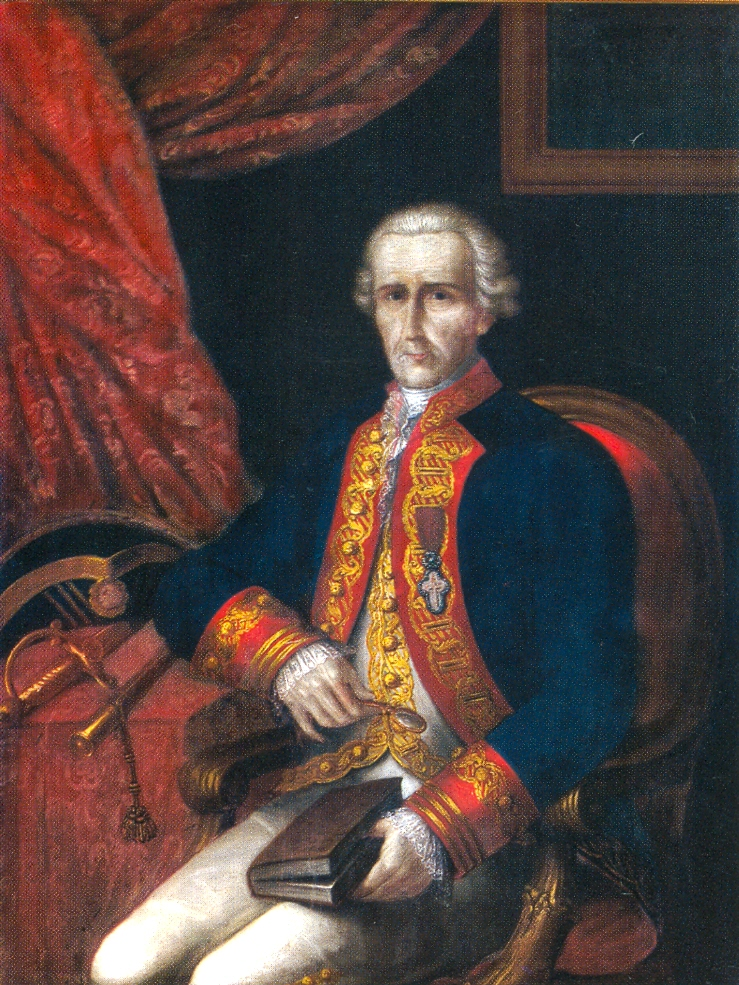
Juan José de la Puente e Ibañez de Segovia, V marqués de Corpa.

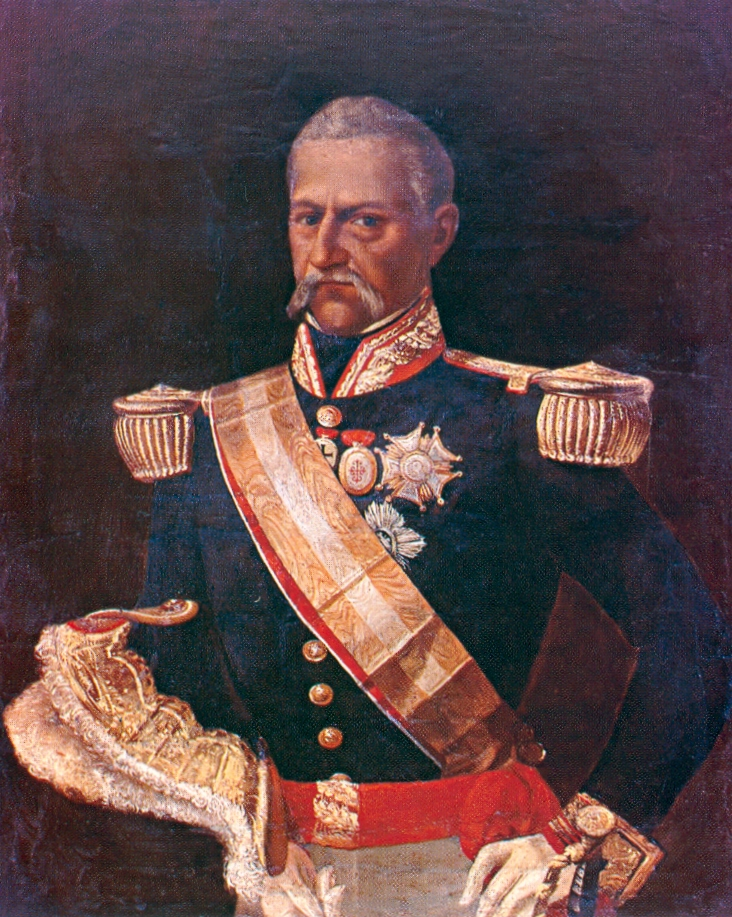
Pedro José de Zavala y Bravo de Rivera, VI marqués de San Lorenzo del Valleumbroso, marqués consorte de la Puente y Sotomayor y padre de Ana de Zavala y de la Puente, I marquesa de la Puente.

El marquesado de la Puente es un título nobiliario español creado por la reina regente María Cristina de Habsburgo-Lorena y concedido con Grandeza de España originaria, en nombre de Alfonso XIII, a Ana de Zavala y de la Puente, IV marquesa de la Puente y Sotomayor, el 15 de octubre de 1890 por real decreto y el 4 de febrero de 1891 por real despacho.
La familia de la Puente era una de las más influyentes familias tituladas del virreinato de Perú, ostentando, previamente a esta concesión, los títulos de marqueses de Corpa y de la Puente y Sotomayor.
Fue, precisamente, con Ana de Zavala y de la Puente, I marquesa de la Puente y IV marquesa de la Puente y Sotomayor, a través de quién se integran ambos títulos en la larga lista de títulos de los duques de Arión, al casar su hija Blanca con Fernando Fernández de Córdoba, VII duque de Arión.

## Marqueses de la Puente
|                           | Titular                                 | Periodo                   |
| Creación por Alfonso XIII | Creación por Alfonso XIII               | Creación por Alfonso XIII |
| ------------------------- | --------------------------------------- | ------------------------- |
| I                         | Ana de Zavala y de la Puente            | 1891-1904                 |
| II                        | Joaquín Fernández de Córdoba y Osma     | 1904-1957                 |
| III                       | Jaime Fernández de Córdoba y Mariátegui | 1963-1994                 |
| IV                        | Verónica Fernández de Córdoba y Aznar   | 1995-actual               |

## Historia de los marqueses de la Puente
La lista de los marqueses de la Puente, junto con las fechas en las que sucedieron en el título, es la que sigue:
- Ana de Zavala y de la Puente (m. 17 de enero de 1904),[2] I marquesa de la Puente y IV marquesa de la Puente y Sotomayor. Era hija de Ana María de la Puente y Bravo de Lagunas —II marquesa de la Puente y Sotomayor, IV marquesa de Torreblanca y V condesa de Villaseñor— y de Pedro José de Zavala y Bravo de Rivero, VII marqués de San Lorenzo del Valleumbroso.

Se casó con Joaquín José de Osma y Ramírez de Arellano. El 9 de abril de 1904 le sucedió el heredero de su hija Blanca Rosa de Osma y Zavala —casada con Fernando Fernández de Córdoba y Álvarez de las Asturias Bohorquez, VII duque e Arión—,  quien era, por tanto, su nieto:
- Joaquín Fernando Fernández de Córdoba y Osma (Biarritz, 21 de septiembre de 1870-Madrid, 19 de noviembre de 1957), II marqués de la Puente,[2] II y IV marqués de Griñón,[6] VIII duque de Arión,[5], II conde de Santa Isabel, grande de España,[7] II duque de Cánovas del Castillo,[8] XI marqués de Mancera, XV marqués de Povar, XI marqués de Malpica, X marqués de Valero (por rehabilitación en 1925),  II marqués de Cubas, II marqués de Alboloduy, V marqués de la Puente y Sotomayor[9] y X conde de Berantevilla.  Fue, además, senador del reino, Gran Cruz de Carlos III, gentilhombre de cámara con ejercicio y servidumbre.

Se casó en San Sebastián con María de la Luz Mariátegui y Pérez de Barradas, IV marquesa de Bay el 1 de diciembre de 1905. El 8 de noviembre de 1963, tras orden del 23 de noviembre de 1959 (BOE del 2 de diciembre del mismo año), le sucedió su hijo:
- Jaime Fernández de Córdoba y Mariátegui (1909 -18 de diciembre de 1994), III marqués de la Puente,[2] VI marqués de la Puente y Sotomayor.

Se casó el 12 de junio de 1959 con Pilar de Aznar y Coste (m. 23 de septiembre de 2002), hermana del marqués de Lamiaco. El 24 de octubre de 1995 le sucedió su hija:
- Verónica Fernández de Córdoba y Aznar, IV marquesa de la Puente, VII marquesa de la Puente y Sotomayor.

Se casó el 27 de junio de 1987 con Luis Tassara y Gil-Delgado.